# Laureate International Universities
Laureate International Universities, filial de Laureate Education Inc., es una red de instituciones académicas privadas de educación superior de distintos países.
Reúne 76 instituciones de educación superior en 27 países del mundo, cerca de 600 000 estudiantes y más de 50 000 colaboradores en Europa, Latinoamérica, Norteamérica, Asia, África, Medio Oriente y Oceanía distribuidos en sus más de 100 campus, lo que la constituye como la mayor red mundial de universidades privadas.
En 2009 Laureate Education Inc. adquirió en Malasia INTI GROUP e incorporó a Laureate International Universities nueve instituciones repartidas por todo el país.
En junio de 2009, el Rey Juan Carlos I de España recibió en el Palacio de la Zarzuela a los integrantes del Consejo de Administración Mundial del Grupo Laureate International Universities, encabezados por el presidente de la Universidad Europea de Madrid (UEM), Miguel Carmelo, máximo responsable de esta red de centros para la región mediterránea, con motivo de la celebración del décimo aniversario de la incorporación al grupo del primero de sus centros. En este encuentro los dirigentes del Grupo Laureate pudieron explicar al Rey la trayectoria y los proyectos futuros de los que ya es la mayor red internacional de universidades privadas.
En mayo de 2010 Nelson Mandela es investido doctor honoris causa por seis y 8 instituciones de la red Laureate International Universities.

## Miembros
- Universidad del Valle de México (UVM)
- Universidad Tecnológica de México  (UNITEC)
- Universidad Privada del Norte (UPN)
- Universidad Peruana de Ciencias Aplicadas (UPC)
- Instituto Superior Tecnológico Cibertec

## Antiguos miembros

### América
- UniRitter (UR)
- Universidade Potiguar (UnP)
- Universidade Anhembi Morumbi (UAM)
- Universidade Salvador (UNIFACS)
- Faculdade Potiguar da Paraíba (FPB)
- Escola Superior de Administracão Dereito e Economia (ESADE)
- Faculdade dos Guararapes (FG)
- Centro Universitário do Norte (UniNorte)
- Faculdade Unida da Paraíba (UniPB)
- Business School São Paulo (BSP)
- Uni IBMR
- Universidad Americana (UAM)
- Universidad Latina
- San Diego's NewSchool of Architecture and Design
- College of Santa Fe
- Kendall College
- National Hispanic University

- Universidad Interamericana de Panamá (UIP)

### África
- Universidad Internacional de Casablanca
- Universidad Internacional del Estado del Chilpance

### Asia
- Les Roches Jin Jiang International Hotel Management School
- Sichuan Tianyi University
- Hunan International Economics University (HIEU)
- Xi’an Jiaotong-Liverpool University (XJTLU)
- INTI International University
- INTI International College Penang (IICP)
- INTI College Subang Jaya
- INTI College Sabah
- INTI College Sarawak
- Genting INTI International College (GIIC)
- Metropolitan College
- PJ College of Art & Design (PJCAD)
- MIM-INTI Management School (MIMS)
- INTI College Indonesia
- Stamford International University
- St. Thomas University, Osaka
- Pearl Academy of Fashion
- Riyadh Polytechnic Institute

### Europa
- BiTS, Business and Information Technology School
- BTK University of Art
- École Centrale D'Electronique (ECE)
- École Supérieure du Commerce Extérieur (ESCE)
- Institut Français de Gestion (IFG)
- Universidad Europea de Chipre
- Instituto Superior de Línguas e Administração  (ISLA), Portugal
- Istanbul Bilgi University
- Universidad Europea de Madrid
- Universidad Europea de Valencia
- Universidad Europea de Canarias
- Universidade Europeia

### Oceanía
- Blue Mountains Hotel School (BMHS)
- Australian International Hotel School (AIHS)
- Media Design School

### Educación a distancia
- Walden University
- Laureate Higher Education Group B.V. University of Liverpool

## Controversias
En junio de 2012, la Comisión Investigadora sobre el Funcionamiento de la Educación Superior de la Cámara de Diputados de Chile anunció que la Universidad Andrés Bello, la Universidad de Las Américas, la Universidad Viña del Mar y el Instituto Profesional AIEP, pertenecientes a la red, presentaban irregularidades en su administración, tales como el incumplimiento del requisito de corporación educacional sin fines de lucro, el pago de sueldos elevados a los miembros del directorio o ejecutivos, la externalización de servicios relevantes, el uso de «sociedades espejo» y la incorporación de familiares dentro del directorio. La institución además aprovecha el marco legal de «compra y venta de universidades bajo el control de grupos económicos y extranjeros».

### Fin de operaciones en Chile y otros países
El 11 de septiembre de 2020 el grupo educacional, que era dueño de las universidades Andrés Bello, de Las Américas y Viña del Mar, y de los institutos profesionales AIEP y EMMD, finalizó sus operaciones en Chile y anunció el traspaso de sus instituciones en el país a la Fundación Educación y Cultura. En total, estas cinco instituciones suman 173 mil estudiantes, lo que corresponde al 14% de las matrículas de la educación superior en Chile.
En un comunicado, el grupo informó que tomaban esta decisión en un contexto de movimientos estratégicos de la red. Dentro de las razones se incluyen las nuevas medidas que podrían tomarse en materia de educación tras la eventual creación de una nueva Constitución producto del Plebiscito nacional de Chile de 2020.

Previo a este anuncio, hace algunas semanas Laureate ya había corregido a la baja la valorización de sus operaciones en Chile, como consecuencia de las nuevas regulaciones para el sector y las incertidumbres existentes en esta materia.

El fin de las operaciones en Chile se suma a las que ya han realizado en Australia, Costa Rica y España, entre otros países.